# Яя Туре
Гненери Яя Туре (на френски: Gnegneri Yaya Touré), по-известен като Яя Туре е бивш футболист който е играл като полузащитник. Яя е по-малкия брат на игралия в Арсенал Коло Туре. Имат и трети брат Ибраим Туре също футболист, който се състезава за АСЕК Абиджан в Кот д'Ивоар.

## Клубна кариера
Туре започва да тренира футбол в ДЮШ на АСЕК Абиджан през 1996 г. През 2000 г. отива да се състезава в Европа, където две и половина години носи екипа на белгийския Беверен и година и половина на украинския Металург Донецк.
През 2005 година подписва с гръцкия Олимпиакос. През сезон 2005 – 2006 изкарва пробен период в английския Арсенал и е на крачка от подписване, но до договор така и не се стига. През същата година е избран от „Евроспорт“ като един от най-обещаващите млади играчи в света (заедно с Хавиер Масчерано и Серхио Агуеро).
След края на сезона Туре отказва да се завърне за предсезонната подготовка в Олимпиакос, и отборът от Гърция е принуден да приеме офертата на Монако на стойност € 4,5 милиона. На 15 август 2006 година Туре преминава в отбора от френската Лига 1.
На 26 юни 2007 подписва с ФК Барселона от испанската Примера Дивисион, а стойността на договора е € 9 милиона.
Туре прави дебюта си за клуба на 26 август 2007 година срещу Расинг Сантандер.
В мач от Турнира „Хуан Гампер“ през 2007 срещу италианския Интер, отбелязва първия си гол за Барселона. Първия си официален гол с Барселона в Примера Дивисион отбелязва срещу Атлетик Билбао на 2 септември 2007 година.
Първия си гол за Барса в Шампионската лига отбелязва в 1/4 финал срещу Шалке 04. Този гол се оказва решаващ и класира Барселона на полуфинал срещу Манчестър Юнайтед. На 26 юни 2009 г. подписва нов договор с европейския клубен шампион който изтича на 30 юни 2012.  През лятото на 2010 г. преминава в Манчестър Сити като подписва договор за пет години а трансферната сума е на стойност 24 милиона паунда. Халфът ще получава седмична заплата от 185 000 паунда, като в договора има допълнителни клаузи за изплащане на различни бонуси с което националът на Кот Д'Ивоар става най-скъпоплатеният футболист в Английската висша лига.

## Успехи
АСЕК Абиджан
- Шампион на Кот д'Ивоар (1): 2001

 Олимпиакос
- Гръцка Суперлига

- Шампион (1): 2005/06

- Купа на Гърция (1): 2005/06

 Барселона
- Примера Дивисион

- Шампион (2): 2008/09, 2009/10

- Купа на Краля (1): 2008/09
- Шампионска лига (1): 2008/09
- Суперкупа на Европа (1): 2009
- Световно клубно първенство (1): 2009
- Междуконтинентална купа (1): 2009

Манчестър Сити
- ФА Къп: 2011
- Висша лига: 2011/12, 2013/14, 2017/18
- Купа на Футболната лига (Англия): 2014, 2016

Циндао
- Китайска Лига 1: 2019